# Sarota chloropunctata
Espèce
Sarota chloropunctata est une espèce d'insectes lépidoptères (papillons) appartenant à la famille des Riodinidae et au genre Sarota.

## Taxonomie
Sarota chloropunctata a été décrit par Jason Piers Wilton Hall en 1998.

## Description
Sarota chloropunctata est un papillon au dessus de couleur noire à reflets argent métallisé.
Le revers est rouge cuivré avec une marge ocre, très assombri par une ornementation de marques noires et de lignes de petits points bleu métallisé.

## Écologie et distribution
Sarota chloropunctata est présent en Équateur.

### Protection
Pas de statut de protection particulier.